# Edeby, Forshaga kommun
Edeby är en bebyggelse öster om Klarälven  i Övre Ulleruds socken i Forshaga kommun. Från 2015 avgränsade SCB här en småort. Vid avgränsningen 2020 understeg antalet bofasta 50 och småorten avregistrerades